# Поль, Герхард
Герхард Поль (нем. Gerhard Pohl; 16 августа 1937, Губен — 30 мая 2012, Ессерн) — немецкий инженер, депутат Народной палаты ГДР от ХДС. В апреле-августе 1990 года занимал пост министра экономики ГДР.

## Биография
Сын ткача Герхард Поль выучился на суконщика. В 1955—1958 годах обучался в инженерной школе текстильной техники в Форсте. В 1959—1967 годах работал производственным ассистентом и технологом на ткацком предприятии в Форсте. Учился на заочном отделении Дрезденского технического университета и в 1969 году получил диплом инженера-экономиста.
С 1977 года работал директором по исследованиям и развитию продукции, в 1978 году защитил докторскую диссертацию. В 1986—1990 годах Поль занимал должность первого заместителя директора по производству на ткацких фабриках в Форсте.
В 1958 году Поль вступил в Христианско-демократический союз. С 1972 года Поль состоял в окружном правлении ХДС в Форсте. В 1989 году Поль некоторое время входил в состав центрального правления ХДС ГДР. В 1981—1990 годах Герхард Поль являлся депутатом Народной палаты ГДР.
12 апреля 1990 года Герхард Поль был назначен на должность министра экономики в правительстве Лотара де Мезьера. На фоне обвинений в экономическом крахе ГДР Поль подал в отставку. 22 августа 1990 года премьер-министр Мезьер принял отставку министра Поля.
После объединения Германии Герхард Поль работал управляющим директором компании по разработке улучшенных синтетических материалов в Форсте и возглавлял местное объединение ткачей. Поль увлекался парусным спортом. 30 мая 2012 года его тело было обнаружено в озере Швилохзе.